# Indonesisch-Nederlandse betrekkingen
De betrekkingen tussen Indonesië en Nederland gaan terug tot aan het begin van de 17e eeuw. Rond deze tijd begon de VOC te handelen in specerijen en vestigde diverse handelsposten in het gebied. In de 19e eeuw koloniseerde de Nederlandse staat Indonesië. In 1949 werd Indonesië van Nederland onafhankelijk.
Nederland heeft een ambassade in Jakarta. Indonesië heeft op zijn beurt een ambassade in Den Haag.

## Landenvergelijking
|                 | Indonesië                                                    | Koninkrijk der Nederlanden                                                            |
| --------------- | ------------------------------------------------------------ | ------------------------------------------------------------------------------------- |
| Bevolking       | 267.026.366 (2020)                                           | 17.595.017 (2020)                                                                     |
| Oppervlakte     | 1.910.931 km²                                                | 42.201 km²                                                                            |
| Dichtheid       | 139,7/km² (2020)                                             | 416,9/km² (2020)                                                                      |
| Hoofdstad       | Jakarta                                                      | Amsterdam                                                                             |
| Regeringsvorm   | Republiek                                                    | Constitutionele monarchie - Parlementaire democratie                                  |
| Officiële talen | Indonesisch                                                  | Nederlands, Fries, Papiaments, Engels                                                 |
| Religie         | islam ca. 86%, christendom 10%, hindoeïsme 3%, boeddhisme 1% | 24% rooms-katholiek, 10% protestant, 5% islam, 6% overige religies, 55% geen gezindte |

## Geschiedenis
De betrekkingen beginnen als de VOC begin 17e eeuw handelsposten gaat opzetten op eilanden als Java, Sumatra en Ambon. Dit om specerijen in Europa te kunnen verkopen met veel winst. Na het faillissement van de VOC in 1800 nam de Nederlandse staat de controle over Indonesië over. Deze kolonie wordt Nederlands-Indië met Batavia als hoofdstad. Batavia is het huidige Jakarta. In 1942 bezetten de Japanners de Indonesische archipel. Na de terugtrekking van de Japanners aan het einde van de Tweede Wereldoorlog in 1945 probeerde Nederland het gebied weer in zijn greep te krijgen. Dit mislukte en resulteerde in de politionele acties. Hierdoor was Nederland met Indonesië in oorlog tot 1949. Soekarno was de eerste president. Nieuw-Guinea bleef wel langer onder Nederlands bestuur. Onder de naam Nederlands-Nieuw-Guinea bleef het een kolonie van Nederland tot 1962, daarna werd het onderdeel van Indonesië.